# Katedrála svatého Erika (Stockholm)

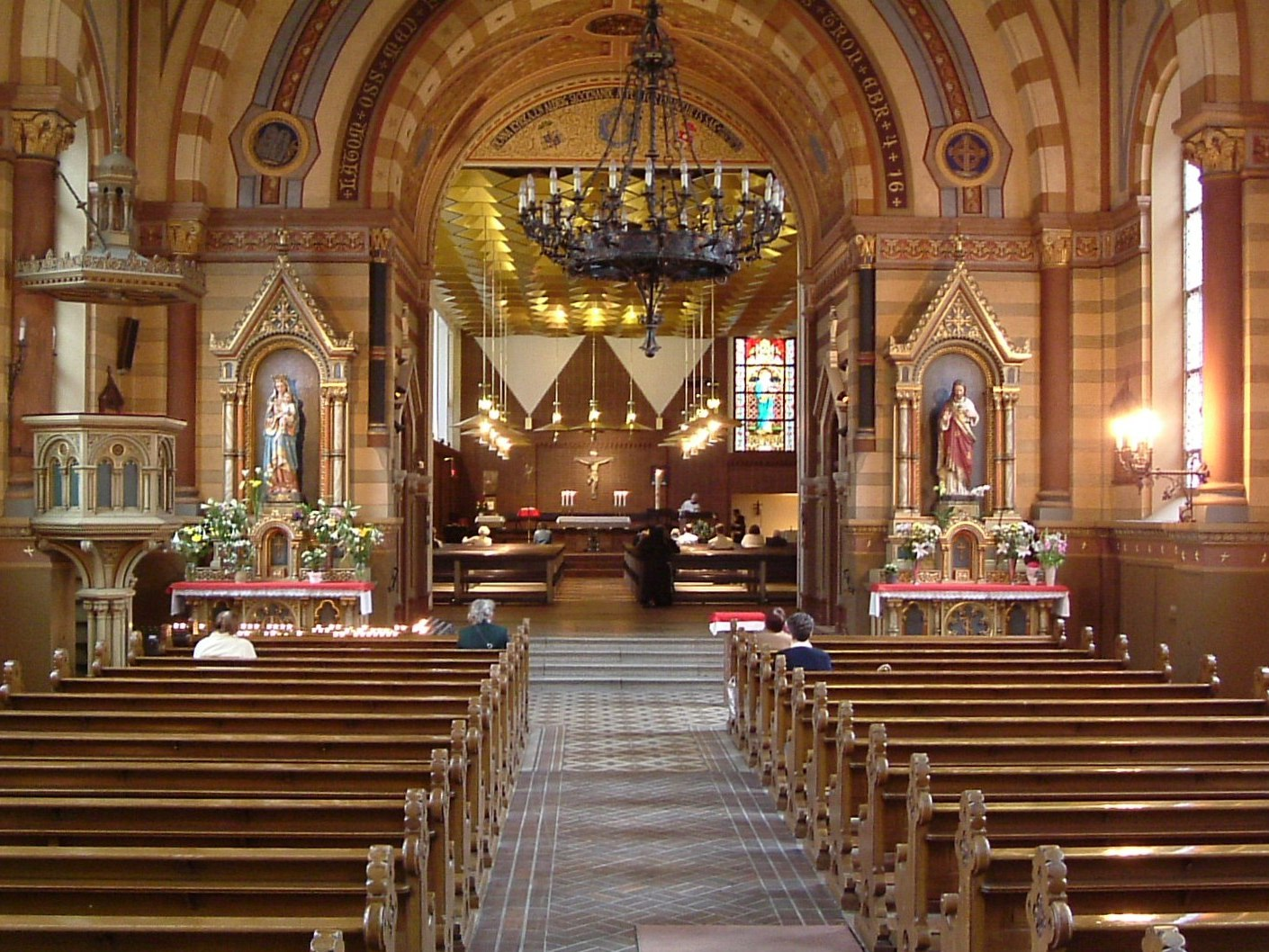
Interiér katedrály

Katedrála svatého Erika je římskokatolická katedrála, nacházející se v hlavním městě Švédska Stockholmu. Švédsko je od dob reformace (16. století) protestantskou zemí. Římskokatolická církev zde byla pronásledována a k její legalizaci došlo až v druhé polovině 19. století.

## Dějiny
Katedrála byla postavena v roce 1892, kdy byla ve Švédském království po dlouhých letech zákazu tolerována římskokatolická církev. Počet katolíků začal růst zejména po přistěhovalecké vlně z Polska a z jiných katolických zemí. Přibývá však i počet konvertitů švédského původu. Od roku 1953 má kostel statut katedrály. Kapacita původního kostela byla malá, proto byla v roce 1983 zrealizovaná velká rekonstrukce a kostel se výrazně rozšířil. Přizpůsobil se tak potřebám rychle rostoucí římskokatolické komunity v hlavním městě země. 8. června 1989 navštívil katedrálu papež Jan Pavel II.
Katedrála je pojmenována po švédském králi z 12. století Eriku IX., který měl výrazný podíl na christianizaci skandinávských zemí. Římskokatolická církev ho za jeho zásluhy svatořečila.

## Architektura
Jde o jednolodní baziliku se dvěma věžemi, které dosahují výšky 27 metrů. Neorománskou fasádu zdobí portál s rozetou. interiér chrámu je také novorománský s výraznými prvky moderny. V chrámu se nacházejí obrazy a sochy světců švédského původu a velmi zajímavá křížová cesta. Nejvýraznější rekonstrukce z roku 1983 kostel výrazně rozšířila a zmodernizovala. Byla financována z darů místních katolíků, hlavně německého původu.